# 신성일
신성일(申星一, 1937년 5월 8일~2018년 11월 4일)은 대한민국의 배우이며, 계명대학교 특임교수였고, 제16대 국회의원을 지냈다.
대구 출생으로, 본명은 강신영(姜信永)이고 본관은 진주(晋州)이다. 데뷔 당시 소속한 신필름(당시 대표 신상옥 감독)의 뉴 스타 넘버원이라는 뜻을 담고 신성일(申星一)이란 이름으로 활동했으나, 국회의원에 출마하면서 본명과 예명을 합친 강신성일(姜申星一)로 개명하였다.
폐암 투병 끝에 2018년 11월 4일 오전 2시 30분을 기하여 화순전남대학교병원에서 81세의 나이로 사망했다.

## 생애
경상북도 대구 중구에서 출생하였으며, 강병오와 김연주의 차남이었다. 아버지 강병오의 본처 소생 이복형들이 몇인 있었다. 어머니 김연주는 인텔리 여성으로 대한부인회 조직에 참여하였다. 아버지 강병오는 뒤에 폐결핵으로 사망하고, 어머니 김연주는 공무원이 되어 경상북도청 초대 부녀계장을 역임하기도 했다. 그는 대구수창초등학교와 영덕중학교, 경북고 졸업을 거쳐 건국대 국문학과에서 학사 학위 취득하였다.
1960년《로맨스 빠빠》로 영화계에 데뷔했다. 이후 《맨발의 청춘》을 비롯한 수편의 청춘 멜로 영화에 배우 엄앵란과 주연을 맡아 큰 인기를 누렸다. 그 후 1964년 엄앵란과 결혼했다.
1975년 이후 엄앵란과 처음으로 별거했고 1978년 이후 본격 성향 별거했으나 이혼하지는 않았으며, 경상북도 영천에 자신의 이름을 딴 성일가를 지어 살았다.
2003~2005년 한국영화배우협회 이사장을 지냈다.
그의 아들은 영화 배우 및 제작자인 강석현이다.

### 정치 활동
1978년 제 10대 서울특별시 용산·마포 중선거구 국회의원 선거를 앞둔 박경원 전 장관의 특별보좌역으로 발탁되어 정계에 입문하였다. 1981년에는 제11대 국회의원 선거(서울 용산구·마포구)에 한국 국민당으로 입후보했으나 낙선했다.
대한민국 16대 국회의원 선거에 한나라당 공천으로 출마하여 당선되어 활동하였으나, 17대에 당의 공천을 받지 못하고 무소속으로 출마하려 하다 출마를 포기하였다. 2003년 대구 하계 유니버시아드 대회 옥외 광고물 업체 수의계약과 관련하여 업자로부터 뇌물을 받은 혐의로 구속기소되어 2005년에 징역 5년에 추징금 1억 8,700만원을 선고받아 의정부 교도소에 수감되었다. 2007년 2월 12일 특별사면되었으며, 같은 해 12월 31일 특별 복권됐다.

### 사망
2017년에 그는 폐암에 걸렸다고 고백했다. 담배는 오래전에 끊었으나 집안에서는 향을 장기간 피웠고 그 연기가 원인이라고 밝혔다.
2018년 11월 3일 밤 8시 경, 인터넷 기사 및 뉴스를 중심으로 신성일이 사망했다는 내용과 함께, 빈소가 서울 강남성모병원 장례식장에 마련되었다는 소식이 퍼졌다. 이에 대하여 가족 측은 신성일은 위독하지만, 아직 살아있다고 밝혔다.
하지만 약 7시간 뒤인 4일 새벽 2시 30분 경, 병마와 싸우지 못하고 81세를 일기로 끝내 작고했다. 빈소는 서울아산병원에 차려졌으며, 장례는 그가 영화계에 남긴 업적이 많고 공로한 바가 커서 영화인장으로 치러졌다. 그의 유해는 화장된 후 경상북도 영천시 괴연동 선영에 안장되었다.
2018년 10월에 열린 부산국제영화제에 모습을 드러낸 게 그가 대중들에게 보인 마지막 모습으로 남았다.
마지막 영화 작품은 2013년에 개봉한 야관문: 욕망의 꽃이 됐다.

## 학력
- 1950년 대구수창초등학교 졸업
- 1953년 영덕중학교 졸업
- 1956년 경북고등학교 졸업
- 1962년 건국대학교 국어국문학과 학사

### 비학위 수료
- 1993년 고려대학교 언론대학원 최고위언론과정 수료
- 1995년 전국경제인연합회 국제경영원 최고경영자과정 수료
- 1997년 동국대학교 문화예술대학원 문화예술경영과정 수료
- 1999년 경희대학교 행정대학원 행정정책과정 수료

## 출연작

### 영화
| 연도 | 작품명                             | 역할             | 감독                   | 공연 배우                   |
| ---- | ---------------------------------- | ---------------- | ---------------------- | --------------------------- |
| 1960 | 《로맨스 빠빠》                    | 바른이 역        | 신상옥                 | 최은희, 김진규, 김승호      |
| 1960 | 《사랑의 역사》                    | 이민우 역        | 이강천                 | 최은희, 김진규              |
| 1960 | 《백사 부인》                      | 허선 역          | 신상옥                 | 최은희, 김동원              |
| 1960 | 《이 생명 다하도록》               |                  | 신상옥                 | 최은희, 김진규, 남궁원      |
| 1960 | 《투 더 라스트 데이》              |                  | 신상옥                 |                             |
| 1961 | 《상록수》                         |                  | 신상옥                 | 최은희, 신영균, 허장강      |
| 1961 | 《서울의 지붕 밑》                 | 영길 역          | 이형표                 | 김희갑, 황정순, 김승호      |
| 1962 | 《연산군》                         | 진성대군 역      | 신상옥                 | 신영균, 한은진, 주증녀      |
| 1962 | 《사춘기여 안녕》                  |                  | 김수용                 | 최지희, 김운하, 남양일      |
| 1962 | 《아낌없이 주련다》                |                  | 유현목                 | 이민자, 허장강              |
| 1962 | 《원한의 일월도》                  |                  | 최경옥                 | 신영균, 최은희, 남궁원      |
| 1962 | 《특등 신부와 삼등 신랑》          |                  | 전홍직                 | 엄앵란, 김지미              |
| 1963 | 《가슴에 꿈은 가득히》             |                  | 박종호                 | 엄앵란, 장동휘              |
| 1963 | 《가정교사》                       |                  | 김기덕                 | 엄앵란, 방성자, 김승호      |
| 1963 | 《강화도령》                       |                  | 신상옥                 | 최은희, 신영균, 김승호      |
| 1963 | 《김약국의 딸들》                  |                  | 유현목                 | 최지희, 엄앵란, 황정순      |
| 1963 | 《눈물 젖은 두만강》               |                  | 민경식                 | 이민자, 차유미, 박암        |
| 1963 | 《대전발 0시 50분》                |                  | 이종기                 | 최무룡, 엄앵란              |
| 1963 | 《돈바람 님바람》                  |                  | 김수용                 | 김승호, 이경희              |
| 1963 | 《말띠 여대생》                    |                  | 이형표                 | 엄앵란, 최지희, 남미리      |
| 1963 | 《망부석》                         | 사도세자 역      | 임권택                 | 이경희, 최남현, 강미애      |
| 1963 | 《모란이 피기까지는》              |                  | 김기덕                 | 태현실, 이경희, 최남현      |
| 1963 | 《사나이의 눈물》                  |                  | 김기덕                 | 김승호, 엄앵란              |
| 1963 | 《새엄마》                         |                  | 강대진                 | 김진규, 엄앵란              |
| 1963 | 《성난 능금》                      |                  | 김묵                   | 최지희, 황정순, 최남현      |
| 1963 | 《청춘 교실》                      |                  | 김수용                 | 엄앵란, 남미리, 손미희자    |
| 1963 | 《77번 미스 김》                   |                  | 김기덕                 | 김지미, 태현실              |
| 1963 | 《현해탄의 구름다리》              |                  | 장일호                 | 공미도리, 최남현            |
| 1963 | 《혈맥》                           | 거북 역          | 김수용                 | 김승호, 황정순, 엄앵란      |
| 1964 | 《가야금》                         |                  | 권영순                 | 김진규, 김지미, 최남현      |
| 1964 | 《공작부인》                       |                  | 이성구                 | 엄앵란, 허장강              |
| 1964 | 《미스 김의 이중생활》             |                  | 이병일                 | 김승호, 이민자, 엄앵란      |
| 1964 | 《맨발의 청춘》                    | 서두수 역        | 김기덕                 | 엄앵란, 이예춘, 윤일봉      |
| 1964 | 《나를 깊이 묻어주오》             |                  | 강찬우                 | 엄앵란, 장훈                |
| 1964 | 《내 마음은 호수》                 |                  | 박성복                 | 엄앵란, 문정숙              |
| 1964 | 《니가 잘나 일색이냐》             |                  | 김수용                 | 조미령, 최지희, 엄앵란      |
| 1964 | 《단골 손님》                      |                  | 강대진                 | 엄앵란, 김승호              |
| 1964 | 《대륙의 밀사》                    |                  | 김묵                   | 엄앵란, 이수련              |
| 1964 | 《동백 아가씨》                    |                  | 김기                   | 엄앵란, 김승호, 석일우      |
| 1964 | 《딸의 훈장》                      |                  | 강대진                 | 엄앵란, 김승호              |
| 1964 | 《떠날 때는 말없이》               | 명수 역          | 김기덕                 | 엄앵란, 김승호, 황정순      |
| 1964 | 《맨발로 뛰어라》                  |                  | 이용호                 | 엄앵란, 임하                |
| 1964 | 《목마른 나무들》                  |                  | 정진우                 | 엄앵란, 김석훈              |
| 1964 | 《바람난 고양이들》                |                  | 김용언                 | 최지희, 방성자              |
| 1964 | 《배신》                           |                  | 정진우                 | 엄앵란, 장동휘, 박예숙      |
| 1964 | 《보고 싶은 얼굴》                 |                  | 김성복                 | 엄앵란, 허장강              |
| 1964 | 《빗나간 청춘》                    |                  | 노필                   | 태현실, 윤인자              |
| 1964 | 《사자성》                         |                  | 최인현                 | 신영균, 김지미              |
| 1964 | 《시동생》                         |                  | 최훈                   | 엄앵란, 허장강, 박암        |
| 1964 | 《신촌 아버지와 명동 딸》          |                  | 이성구                 | 김승호, 방성자, 이민자      |
| 1964 | 《아편전쟁》                       |                  | 김수용                 | 김지미, 신영균              |
| 1964 | 《여자 19세》                      |                  | 김수용                 | 엄앵란, 문정숙, 유재원      |
| 1964 | 《연애 졸업반》                    | 장웅기 역        | 이형표                 | 엄앵란, 김승호, 윤인자      |
| 1964 | 《욕망의 결산》                    |                  | 임권택                 | 김혜정, 이대엽              |
| 1964 | 《용서받기 싫다》                  |                  | 김묵                   | 엄앵란, 임하                |
| 1964 | 《울지마라 물새야》                |                  | 최훈                   | 엄앵란, 이대엽              |
| 1964 | 《원앙선》                         |                  | 김기덕                 | 전계현, 엄앵란              |
| 1964 | 《위를 보고 걷자》                 |                  | 김기덕                 | 엄앵란, 김석강              |
| 1964 | 《이쁜이》                         |                  | 강대진                 | 엄앵란, 김승호              |
| 1964 | 《잃어버린 태양》                  |                  | 고영남                 | 엄앵란, 도금봉              |
| 1964 | 《처녀 도시》                      |                  | 이형표                 | 김혜정, 태현실, 방성자      |
| 1964 | 《천안삼거리》                     |                  | 김기덕                 | 신영균, 엄앵란              |
| 1964 | 《청춘은 목마르다》                |                  | 박상호                 | 김지미, 이민자              |
| 1964 | 《총각김치》                       |                  | 장일호                 | 엄앵란, 최지희              |
| 1964 | 《학사 주점》                      |                  | 박종호                 | 엄앵란, 이민자              |
| 1964 | 《학생 부부》                      |                  | 김수용                 | 엄앵란, 김승호, 황정순      |
| 1964 | 《홀어머니》                       |                  | 홍은원                 | 김승호, 조미령, 박암        |
| 1965 | 《대석굴암》                       | 아비루 역        | 홍성기                 | 엄앵란, 박노식, 남궁원      |
| 1965 | 《가슴을 펴라》                    |                  | 전응주                 | 김운하, 임하                |
| 1965 | 《가을에 온 여인》                 |                  | 정진우                 | 최은희, 장동휘              |
| 1965 | 《나는 죽기 싫다》                 |                  | 김묵                   | 태현실, 이대엽              |
| 1965 | 《난의 비가》                      |                  | 정진우                 | 고은아, 김동원              |
| 1965 | 《노을진 들녘》                    |                  | 김성화                 | 엄앵란, 박암                |
| 1965 | 《누구를 위한 반항이냐》           |                  | 김대희                 | 태현실, 박암                |
| 1965 | 《로타리의 미소》                  |                  | 이형표                 | 김희갑, 태현실, 황정순      |
| 1965 | 《마지막 정열》                    |                  | 고영남                 | 김지미, 엄앵란, 최무룡      |
| 1965 | 《무정의 사십계단》                |                  | 정진우                 | 황정순, 장동휘, 최지희      |
| 1965 | 《밀회》                           |                  | 정진우                 | 김지미, 장동휘              |
| 1965 | 《바람아 말하라》                  |                  | 이형표                 | 김지미, 최지희, 이대엽      |
| 1965 | 《밤에 핀 해바라기》               |                  | 최훈                   | 김진규, 조미령              |
| 1965 | 《불량소녀 장미》                  |                  | 김기덕                 | 엄앵란, 김상국, 유주용      |
| 1965 | 《사랑은 무서워》                  |                  | 김묵                   | 엄앵란, 최지희              |
| 1965 | 《상속자》                         |                  | 김수용                 | 김승호, 엄앵란              |
| 1965 | 《성난 영웅들》                    |                  | 정인엽                 | 김혜정, 이대엽              |
| 1965 | 《수탉같은 사나이》                |                  | 박종호                 | 태현실, 허장강              |
| 1965 | 《암흑가의 사자》                  |                  | 김묵                   | 태현실, 장동휘              |
| 1965 | 《애수의 밤》                      |                  | 노필                   | 김지미                      |
| 1965 | 《여자가 고개를 넘을 때》          |                  | 김기                   | 엄앵란, 김승호, 황정순      |
| 1965 | 《의형제》                         |                  | 김기풍                 | 최무룡, 최지희              |
| 1965 | 《이 세상 끝까지》                 |                  | 고영남                 | 김지미, 김승호, 한은진      |
| 1965 | 《이수일과 심순애》                | 이수일 역        | 김달웅                 | 김지미, 김승호              |
| 1965 | 《적자 인생》                      |                  | 김수용                 | 엄앵란, 최지희, 도금봉      |
| 1965 | 《정사》                           |                  | 장일호                 | 김승호                      |
| 1965 | 《죽도록 보고싶어》                |                  | 정창화                 | 김지미, 남궁원              |
| 1965 | 《첫사랑》                         |                  | 김기                   | 엄앵란, 최난경, 김승호      |
| 1965 | 《춘몽》                           | 김재우 역        | 유현목                 | 박수정, 박암                |
| 1965 | 《큰 댁》                          |                  | 김수용                 | 김진규, 엄앵란              |
| 1965 | 《태양의 그림자》                  |                  | 정인엽                 | 이대엽, 엄앵란              |
| 1965 | 《푸른 별 아래 잠들게 하라》       |                  | 유현목                 | 엄앵란, 김승호, 독고성      |
| 1965 | 《하늘 보고 땅을 보고》            |                  | 이봉래                 | 김진규, 최난경              |
| 1965 | 《흑맥》                           |                  | 이만희                 | 문희                        |
| 1966 | 《말띠 신부》                      |                  | 김기덕                 | 황정순, 엄앵란, 남미리      |
| 1966 | 《예라이샹》                       | 조세영 역        | 정창화                 | 문정숙, 최남현, 김동원      |
| 1966 | 《섬색시》                         |                  | 윤성환                 | 김지미, 김승호              |
| 1966 | 《초연》                           | 진우 역          | 정진우                 | 남정임, 이순재, 문희        |
| 1966 | 《군번 없는 용사》                 |                  | 이만희                 | 문정숙, 신영균, 허장강      |
| 1966 | 《검은 무늬의 마후라》             |                  | 김기덕                 | 김지미, 트위스트 김, 문정숙 |
| 1966 | 《금지된 입술》                    |                  | 강태웅                 | 엄앵란, 김승호              |
| 1966 | 《긴 여로》                        |                  | 김시현                 | 태현실, 김동원, 조미령      |
| 1966 | 《나는 왕이다》                    | 영철 역          | 임권택                 | 태현실, 김승호              |
| 1966 | 《내 몸에 주인은 없다》            |                  | 최경섭                 | 허장강, 강문                |
| 1966 | 《내 청춘 황혼에 지다》            |                  | 정창화                 | 허장강, 문희                |
| 1966 | 《댁의 부인은 어떠십니까》         | 재석 역          | 이성구                 | 김지미, 김진규, 윤인자      |
| 1966 | 《독거미》                         |                  | 김기                   | 김지미, 조환                |
| 1966 | 《만추》                           |                  | 이만희                 | 문정숙, 김정철              |
| 1966 | 《무정가 일번지》                  |                  | 이봉래                 | 허장강, 이예춘              |
| 1966 | 《백발백중》                       |                  | 이형표                 | 남정임, 문희                |
| 1966 | 《불사조》                         |                  | 전범성                 | 고은아, 황정순, 최남현      |
| 1966 | 《불타는 청춘》                    |                  | 김기덕                 | 고은아, 박암, 트위스트 김   |
| 1966 | 《비밀 정보 88번지》               |                  | 전홍직                 | 박노식, 구봉서              |
| 1966 | 《비오는 밤에 떠나고 싶다》        |                  | 오승호                 | 태현실, 강문                |
| 1966 | 《산호의 문》                      |                  | 엄심호                 | 최지희, 이민자              |
| 1966 | 《삼천포 아가씨》                  |                  | 강찬우                 | 황정순, 김승호, 이수련      |
| 1966 | 《소령 강재구》                    |                  | 고영남                 | 고은아, 황정순              |
| 1966 | 《소문난 여자》                    |                  | 이형표                 | 고은아, 김승호, 박암        |
| 1966 | 《순간은 영원히》                  |                  | 정창화                 | 남정임, 김진규, 문희        |
| 1966 | 《아빠의 청춘》                    |                  | 정승문                 | 김승호, 태현실, 김광일      |
| 1966 | 《악인시대》                       |                  | 정진우                 | 김지미, 남정임              |
| 1966 | 《양반전》                         |                  | 최인현                 | 허장강, 김희갑, 남정임      |
| 1966 | 《오늘은 왕》                      | 재천 역          | 김기덕                 | 고은아, 남정임, 문정숙      |
| 1966 | 《5인의 건달》                     | 용태 역          | 이성구                 | 고은아, 박기택              |
| 1966 | 《위험한 청춘》                    |                  | 정창화                 | 문희, 문정숙, 허장강        |
| 1966 | 《잃은 자와 찾은 자》              |                  | 고영남                 | 최무룡, 김지미              |
| 1966 | 《장미의 고백》                    |                  | 김영식                 | 장동휘, 이대엽              |
| 1966 | 《제3부두 0번지》                  |                  | 김시현                 | 문희, 독고성                |
| 1966 | 《제76포로수용소》                 |                  | 이한욱                 | 장동휘, 태현실              |
| 1966 | 《종이배의 연정》                  |                  | 양명식                 | 이빈엽, 최남현              |
| 1966 | 《종점》                           |                  | 김기덕                 | 고은아, 문정숙, 강문        |
| 1966 | 《초우》                           |                  | 정진우                 | 문희, 트위스트 김           |
| 1966 | 《7인의 난폭자》                   |                  | 김시현                 | 독고성, 최지희, 김성옥      |
| 1966 | 《특급 결혼작전》                  |                  | 유현목                 | 이민자, 태현실, 김석훈      |
| 1966 | 《하루살이 인생》                  |                  | 권혁진                 | 김승호, 최난경, 강문        |
| 1966 | 《하숙생》                         |                  | 정진우                 | 김지미, 최남현, 전계현      |
| 1966 | 《학사 기생》                      |                  | 김수용                 | 남정임, 최남현, 주선태      |
| 1966 | 《회전의자》                       |                  | 이형표                 | 고은아, 최지희              |
| 1966 | 《흑발의 청춘》                    |                  | 김기덕                 | 고은아, 문희, 김영인        |
| 1966 | 《육체의 대결》                    |                  | 최석규                 | 방성자, 김석강, 김희갑      |
| 1966 | 《안개》                           | 윤기준 역        | 김수용                 | 윤정희, 이빈화, 이낙훈      |
| 1967 | 《까치 소리》                      | 봉수 역          | 김수용                 | 윤정희, 고은아, 남정임      |
| 1967 | 《가고파》                         | 백성빈 역        | 강대진                 | 고은아, 남정임              |
| 1967 | 《강명화》                         | 장병천 역        | 강대진                 | 윤정희                      |
| 1967 | 《고향》                           |                  | 강대진                 | 박노식, 고은아              |
| 1967 | 《공처가 삼대》                    |                  | 유현목                 | 고은아, 최남현, 허장강      |
| 1967 | 《나그네 임금》                    |                  | 최인현                 | 문희                        |
| 1967 | 《길을 묻는 여대생》               |                  |                        | 고은아, 이대엽, 김승호      |
| 1967 | 《남남북녀》                       | 형기 역          | 박상호                 | 고은아                      |
| 1967 | 《내 멋에 산다》                   |                  | 김기덕                 | 황정순, 주선태              |
| 1967 | 《내일은 웃자》                    |                  | 박종호                 | 남정임, 방인자, 허장강      |
| 1967 | 《네 자매》                        |                  | 박종호                 | 최은희, 남정임, 신영균      |
| 1967 | 《돌무지》                         |                  | 정창화                 | 김승호, 남궁원, 남정임      |
| 1967 | 《돌지 않는 풍차》                 |                  | 이봉래                 | 고은아, 신영균              |
| 1967 | 《동심초》                         |                  | 이상언                 | 김지미, 남정임              |
| 1967 | 《두견새 우는 사연》               |                  | 이규웅                 | 김지미, 황정순, 도금봉      |
| 1967 | 《망각》                           |                  | 이만희                 | 문정숙, 최남현              |
| 1967 | 《명월관 아씨》                    | 이동호 역        | 박종호                 | 남정임, 이순재, 최남현      |
| 1967 | 《무번지》                         |                  | 강대진                 | 이대엽, 김승호, 황정순      |
| 1967 | 《미련》                           |                  | 고영남                 | 문희, 강문, 트위스트 김     |
| 1967 | 《밀월》                           |                  | 정진우                 | 문희, 박암, 최삼            |
| 1967 | 《비서실》                         |                  | 고영남                 | 고은아, 신영균              |
| 1967 | 《빙우》                           |                  | 고영남                 | 남정임, 이민자, 최남현      |
| 1967 | 《상처 뿐인 청춘》                 |                  | 이명훈                 | 고은아                      |
| 1967 | 《새벽길》                         |                  | 이혁수                 | 고은아, 남정임              |
| 1967 | 《안개 낀 초원》                   |                  | 고영남                 | 고은아, 문희                |
| 1967 | 《여대생 사장》                    |                  | 김기덕                 | 남정임, 김신재, 주선태      |
| 1967 | 《역마》                           |                  | 김강윤                 | 김승호, 남정임, 조미령      |
| 1967 | 《연인의 길》                      |                  | 박근태                 | 문정숙, 문희, 남미리        |
| 1967 | 《연합전선》                       |                  | 이혁수                 | 김승호, 이대엽, 고은아      |
| 1967 | 《열정》                           |                  | 이형표                 | 고은아                      |
| 1967 | 《원점》                           |                  | 이만희                 | 문희                        |
| 1967 | 《위험은 가득히》                  |                  | 정창화                 | 문희                        |
| 1967 | 《육체의 길》                      |                  | 조긍하                 | 김승호, 황정순, 김지미      |
| 1967 | 《일월》                           |                  | 이성구                 | 남정임, 박노식              |
| 1967 | 《임금님의 첫사랑》                |                  | 이규웅                 | 문희, 황정순                |
| 1967 | 《임진강》                         |                  | 이한욱                 | 장동휘, 태현실              |
| 1967 | 《제3의 청춘》                     |                  | 심우섭                 | 고은아                      |
| 1967 | 《조용한 이별》                    |                  | 정창화                 | 남정임, 김동원, 정형        |
| 1967 | 《종야》                           |                  | 유현목                 | 고은아, 임지운, 안인숙      |
| 1967 | 《청춘극장》                       | 백영민 역        | 조긍하                 | 고은아, 윤정희, 김동원      |
| 1967 | 《초원의 연인들》                  |                  | 조긍하                 | 남정임, 황정순              |
| 1967 | 《총각 원님》                      |                  | 최인현                 | 남정임                      |
| 1967 | 《타인들》                         |                  | 김기덕                 | 최은희, 문희, 김진규        |
| 1967 | 《탈선》                           |                  | 고영남                 | 김지미, 남정임, 박노식      |
| 1967 | 《폭로》                           |                  | 정진우                 | 남정임, 장동휘, 박암        |
| 1967 | 《하얀 까마귀》                    |                  | 정진우                 | 김지미, 남궁원, 이순재      |
| 1967 | 《학사 며느리》                    |                  | 박종호                 | 문정숙, 남정임              |
| 1967 | 《환영》                           |                  | 이형표                 | 고은아                      |
| 1968 | 《가로수의 합창》                  |                  | 강대진                 | 윤정희, 김지미              |
| 1968 | 《내시》                           |                  | 신상옥                 | 윤정희, 남궁원, 박노식      |
| 1968 | 《창공에 산다》                    | 하 소위 역       | 이만희                 | 장동휘, 남정임, 황정순      |
| 1968 | 《미워하지 않겠다》                |                  | 이형표                 | 남정임, 이순재              |
| 1968 | 《갈망》                           |                  | 이상언                 | 김지미, 최남현              |
| 1968 | 《구름》                           |                  | 정진우                 | 문희, 윤일봉                |
| 1968 | 《귀부인》                         |                  | 이형표                 | 김진규, 고은아, 황정순      |
| 1968 | 《낙엽》                           |                  | 강대진                 | 문희, 이낙훈, 태현실        |
| 1968 | 《내 목숨 다하도록》               |                  | 안현철                 | 문희, 김정훈                |
| 1968 | 《다시 만날 때까지》               |                  | 이형표                 | 박노식, 고은아, 남정임      |
| 1968 | 《대좌의 아들》                    |                  | 이강천                 | 박노식, 김동원, 김혜경      |
| 1968 | 《동경 특파원》                    |                  | 김수용                 | 여수진, 윤정희              |
| 1968 | 《모정의 비밀》                    |                  | 정창화                 | 남궁원, 최남현, 황정순      |
| 1968 | 《백야》                           |                  | 최인현                 | 문희, 남정임                |
| 1968 | 《상사초》                         |                  | 장일호                 | 변기종, 이대엽              |
| 1968 | 《설녀》                           |                  | 김기                   | 윤정희, 김청자              |
| 1968 | 《순애보》                         |                  | 김수용                 | 윤정희, 태현실              |
| 1968 | 《슬픔은 파도를 넘어》             |                  | 김효천                 | 윤정희, 이민자, 김천만      |
| 1968 | 《아네모네 마담》                  |                  | 김기덕                 | 엄앵란, 안인숙              |
| 1968 | 《악몽》                           | 독고남 역        | 유현목                 | 윤정희, 김대웅              |
| 1968 | 《엄마야 누나야 강변 살자》        |                  | 최훈                   | 윤정희, 강문                |
| 1968 | 《에밀레종》                       |                  | 권영순                 | 김지미, 남정임              |
| 1968 | 《여》                             |                  | 정진우, 김기영, 유현목 | 김지미, 문희, 최은희        |
| 1968 | 《여로》                           |                  | 이만희                 | 윤정희, 남궁원              |
| 1968 | 《연상의 여인》                    |                  | 김기                   | 김지미, 김혜경              |
| 1968 | 《오월생》                         |                  | 최인현                 | 남정임, 박암, 한은진        |
| 1968 | 《옥비녀》                         |                  | 강대진                 | 윤정희                      |
| 1968 | 《요화 장희빈》                    | 숙종 역          | 임권택                 | 남정임, 태현실, 도금봉      |
| 1968 | 《이상의 날개》                    |                  | 최인현                 | 남정임, 박기택              |
| 1968 | 《이수》                           |                  | 박옥상                 | 남정임, 윤정희              |
| 1968 | 《일본인》                         | 허철 역          | 김수용                 | 윤정희, 여수진, 김동원      |
| 1968 | 《장군의 수염》                    | 김철훈 역        | 이성구                 | 윤정희, 김승호, 김성옥      |
| 1968 | 《전설 따라 삼천리》               |                  | 장일호                 | 김진규, 김지미, 남정임      |
| 1968 | 《젊은 느티나무》                  |                  | 이성구                 | 문희, 김동원                |
| 1968 | 《정부 마농》                      |                  | 정진우                 | 남정임, 최남현              |
| 1968 | 《정염》                           |                  | 정창화                 | 문희, 전계현                |
| 1968 | 《직녀성》                         |                  | 이성구                 | 김지미, 지미옥              |
| 1968 | 《찬란한 슬픔》                    |                  | 전조명                 | 신영균, 윤정희              |
| 1968 | 《청등홍등》                       |                  | 이형표                 | 고은아, 허장강, 황정순      |
| 1968 | 《청춘 고백》                      |                  | 김기덕                 | 고은아, 남정임, 최남현      |
| 1968 | 《춘향》                           | 이몽룡 역        | 김수용                 | 홍세미, 윤인자, 박노식      |
| 1968 | 《출세가도》                       |                  | 박종호                 | 남정임, 이순재, 최남현      |
| 1968 | 《파란 이별의 글씨》               |                  | 정진우                 | 문희, 윤정희, 태현실        |
| 1968 | 《폭풍의 사나이》                  |                  | 박종호                 | 윤정희, 윤일봉, 허장강      |
| 1968 | 《화산댁》                         | 작은아들 역      | 장일호                 | 김진규, 황정순, 남정임      |
| 1968 | 《흐느끼는 백조》                  |                  | 강대진                 | 윤정희, 손방원              |
| 1968 | 《휴일》                           | 허욱 역          | 이만희                 | 전지연, 김성옥              |
| 1969 | 《상해 임시정부》                  |                  | 조긍하                 | 김지미, 한은진, 오지명      |
| 1969 | 《검은 비상선》                    |                  | 남태권                 | 남정임, 김성옥, 이빈화      |
| 1969 | 《그 밤이여 다시 한번》            |                  | 최훈                   | 김지미, 문희                |
| 1969 | 《남의 속도 모르고》               |                  | 김기덕                 | 고은아, 최남현, 황정순      |
| 1969 | 《내시 2》                         |                  | 신상옥                 | 문희, 신영균, 장춘언        |
| 1969 | 《늦어도 그날까지》                | 동호 역          | 김기덕                 | 김지미, 윤정희              |
| 1969 | 《마지막 편지》                    |                  | 최훈                   | 문희, 남정임                |
| 1969 | 《머무르고 싶었던 순간들》         |                  | 이형표                 | 고은아                      |
| 1969 | 《명동 나그네》                    |                  | 조문진                 | 윤정희, 김창숙, 김용건      |
| 1969 | 《바람》                           |                  | 고영남                 | 남정임, 이순재              |
| 1969 | 《별명 붙은 여자》                 |                  | 정인엽                 | 윤정희, 여운계              |
| 1969 | 《산울림 칠 때마다》               |                  | 김기풍                 | 문희, 김성옥                |
| 1969 | 《서울이여 안녕》                  | 성일 역          | 장일호                 | 문희, 유미                  |
| 1969 | 《석녀》                           |                  | 김수용                 | 문희, 남궁원                |
| 1969 | 《시댁》                           |                  | 박상호                 | 최은희, 유미, 이수련        |
| 1969 | 《시발점》                         |                  | 김수용                 | 남정임, 이순재, 허장강      |
| 1969 | 《아무리 미워도》                  | 추 기자 역       | 김수용                 | 김지미, 장동휘, 남정임      |
| 1969 | 《아파트의 여인》                  | 준길 역          | 이성구                 | 문희, 최남현                |
| 1969 | 《야성녀》                         | 인수 역          | 이규웅                 | 남정임                      |
| 1969 | 《어느 지붕 밑에서》               | 청년 역          | 김효천                 | 남정임, 전양자, 박암        |
| 1969 | 《어느 하늘 아래서》               |                  | 최무룡                 | 김지미, 이순재              |
| 1969 | 《언제나 타인》                    | 정일 역          | 조문진                 | 문희, 김지수, 장항선        |
| 1969 | 《여섯개의 그림자》                |                  | 이만희                 | 윤정희, 남궁원, 김희갑      |
| 1969 | 《여자가 고백할 때》               |                  | 이만희                 | 문정숙, 남궁원, 윤일봉      |
| 1969 | 《윤심덕》                         |                  | 안현철                 | 문희, 이순재, 주증녀        |
| 1969 | 《이대로 간다해도》                |                  | 최훈                   | 남정임, 최인숙              |
| 1969 | 《잘못 보셨다구》                  |                  | 이봉래                 | 남정임, 김희갑, 김혜정      |
| 1969 | 《장마루촌의 이발사》              |                  | 김기                   | 김지미, 최남현, 남정임      |
| 1969 | 《장한몽》                         |                  | 신상옥                 | 윤정희, 남궁원, 한은진      |
| 1969 | 《재생》                           |                  | 강대진                 | 장동휘, 한은진, 문희        |
| 1969 | 《전하 어디로 가시나이까》         |                  | 이규웅                 | 김지미, 남궁원, 최남현      |
| 1969 | 《젊은이의 태양》                  |                  | 최인현                 | 남정임, 최남현              |
| 1969 | 《조용히 살고 싶어》               |                  | 전우열                 | 윤정희, 장동휘, 김정훈      |
| 1969 | 《죽어도 그대 품에》               |                  | 조문진                 | 윤정희, 박노식, 김창숙      |
| 1969 | 《죽어도 좋아》                    |                  | 최영철                 | 남정임, 윤정희, 박노식      |
| 1969 | 《첫날밤 갑자기》                  |                  | 김효천                 | 윤정희                      |
| 1969 | 《초심》                           |                  | 김기                   | 윤인자, 남정임              |
| 1969 | 《추격자》                         |                  | 김수용                 | 박노식, 남정임, 박암        |
| 1969 | 《추억》                           |                  | 김기덕                 | 윤정희, 이난실              |
| 1969 | 《투명인간》                       |                  | 이규웅                 | 남정임, 김동원              |
| 1969 | 《포옹》                           |                  | 조문진                 | 윤정희, 김창숙              |
| 1969 | 《한 발은 지옥에》                 |                  | 김기                   | 윤정희, 윤소라, 김성옥      |
| 1969 | 《허무한 마음》                    | 기우 역          | 정창화                 | 문희, 최남현, 박암          |
| 1970 | 《결혼 교실》                      |                  | 정인엽                 | 문희, 윤정희, 남정임        |
| 1970 | 《결혼 대작전》                    |                  | 최훈                   | 신영균, 윤정희, 안인숙      |
| 1970 | 《그림자 없는 여자》               |                  |                        | 김지미, 김혜경, 김성옥      |
| 1970 | 《내 목숨 당신 품에》              | 창수 역          | 정승문                 | 윤정희, 엄앵란, 김정훈      |
| 1970 | 《누가 그 여인을 모르시나요》      |                  | 이상언                 | 문희, 김정훈, 김순철        |
| 1970 | 《눈물 젖은 부산항》               | 백민호 역        | 강대진                 | 김지미, 최남현, 이낙훈      |
| 1970 | 《당신은 여자》                    |                  | 강대진                 | 윤정희, 허장강              |
| 1970 | 《당신을 알고 나서》               | 영진 역          | 이상언                 | 문희, 황정순, 전양자        |
| 1970 | 《돌아온 항구의 사나이》           |                  | 전우열                 | 문희, 허장강                |
| 1970 | 《동경의 밤하늘》                  |                  | 이성구                 | 김지미, 남정임              |
| 1970 | 《동백꽃 피고지고》                |                  | 정진우                 | 김지미, 김정훈              |
| 1970 | 《마님》                           |                  | 주동진                 | 남정임, 김성옥              |
| 1970 | 《만종》                           |                  | 신상옥                 | 최은희, 김진규, 김창숙      |
| 1970 | 《먼데서 온 여자》                 |                  | 정인엽                 | 윤정희, 김정훈              |
| 1970 | 《모반》                           |                  | 박찬                   | 남정임, 황해, 최봉          |
| 1970 | 《밤》                             |                  | 최훈                   | 김지미, 박암                |
| 1970 | 《별난 새댁》                      | 전재산 역        | 노진섭                 | 문희, 허장강                |
| 1970 | 《별난 여자》                      |                  | 노진섭                 | 문희, 여운계, 안인수        |
| 1970 | 《별명 붙은 여자 2》               |                  | 정인엽                 | 윤정희, 김희갑              |
| 1970 | 《비에 젖은 두 여인》              |                  | 이형표                 | 문희, 윤정희, 김정훈        |
| 1970 | 《사랑하는 마리아》                | 경우 역          | 주동진                 | 남정임, 한은진              |
| 1970 | 《상해의 방랑자》                  |                  | 전우열                 | 김희라, 김지미, 허장강      |
| 1970 | 《설원의 정》                      |                  | 김수용                 | 남정임, 박노식              |
| 1970 | 《성불사의 밤》                    |                  | 김화랑                 | 문희, 박병호                |
| 1970 | 《소라 부인》                      |                  | 정일택                 | 문희, 윤소라                |
| 1970 | 《순결》                           |                  | 이형표                 | 윤정희, 최무룡              |
| 1970 | 《슬퍼도 떠나주마》                | 명식 역          | 조긍하                 | 김지미, 윤미라, 한은진      |
| 1970 | 《시집은 가야죠》                  |                  | 이형표                 | 문희, 김지미, 황정순        |
| 1970 | 《신부일기》                       | 문호 역          | 김수용                 | 문희, 최인숙, 김동원        |
| 1970 | 《아 임아》                        |                  | 정인엽                 | 윤정희, 김정훈              |
| 1970 | 《아무 말도 하지 않았다》          | 훈 역            | 이성구                 | 문희, 한은진                |
| 1970 | 《아파트를 갖고 싶은 여자》        | 영민 역          | 정인엽                 | 윤정희, 윤소라, 허장강      |
| 1970 | 《애와 사》                        |                  | 최경옥                 | 문희, 최경옥, 황정순        |
| 1970 | 《여자가 화장을 지울 때》          | 지훈 역          | 변장호                 | 문희, 오지명, 오수미        |
| 1970 | 《여자이기 때문에》                |                  | 조문진                 | 윤정희, 김진규              |
| 1970 | 《왜 여자만이 울어야 하나》        |                  | 정승문                 | 신영균, 문정숙, 남정임      |
| 1970 | 《욕망의 사나이》                  |                  | 김기                   | 윤정희, 박암                |
| 1970 | 《울기는 왜 울어》                 |                  | 김종래                 | 김지미, 남정임, 이낙훈      |
| 1970 | 《124 군부대》                     |                  | 김기덕                 | 박노식, 김창숙, 강태기      |
| 1970 | 《잃어버린 면사포》                | 영식 역          | 이두용                 | 문희, 한은진, 주증녀        |
| 1970 | 《잊을 수가 있을까》               | 현수 역          | 이상언                 | 문희, 장미화, 정혜선        |
| 1970 | 《천하일색 말괄량이》              | 안천재 역        | 박준영                 | 최지희, 문희, 엄앵란        |
| 1970 | 《청춘무정》                       |                  | 김응천                 | 신영균, 문희                |
| 1970 | 《최고로 멋진 남자》               | 동일 역          | 김응천                 | 윤정희, 방인자, 김희갑      |
| 1970 | 《탑골 아씨》                      | 창명 역          | 이규웅                 | 문희, 최남현                |
| 1970 | 《호랑이 꼬리를 잡은 여자》        | 성진 역          | 김종래                 | 윤정희, 김창숙              |
| 1970 | 《황금70 홍콩작전》                |                  | 최인현                 | 최무룡, 윤정희, 황해        |
| 1970 | 《황금의 부루스》                  |                  | 박윤교                 | 전양자, 김신재, 오지명      |
| 1971 | 《7인의 숙녀》                     |                  | 이형표                 | 문희, 남정임, 윤정희        |
| 1971 | 《당신과 나 사이에》               | 영식 역          | 이성구                 | 윤정희, 남정임              |
| 1971 | 《춘향전》                         | 이몽룡 역        | 이성구                 | 문희                        |
| 1971 | 《댁의 아빠도 이렇습니까》         |                  | 이두용                 | 문희                        |
| 1971 | 《갑순이》                         | 갑돌이 역        | 정인엽                 | 윤정희                      |
| 1971 | 《의형》                           | 성우 역          | 서성조                 | 윤정희                      |
| 1971 | 《사랑을 빌립시다》                | 태호 역          | 노진섭                 | 문희                        |
| 1971 | 《최고로 멋진 남자 2》             |                  | 김응천                 | 윤정희                      |
| 1971 | 《사나이 가슴에 비가 내린다》      |                  | 변장호                 | 박노식                      |
| 1971 | 《들개》                           |                  | 박종호                 | 정훈희, 윤정희              |
| 1971 | 《이복 삼형제》                    |                  | 전우열                 | 최무룡, 문희                |
| 1971 | 《두 아들》                        |                  | 조문진                 | 황정순, 문희, 최무룡        |
| 1971 | 《잃어버린 계절》                  |                  | 이원세                 | 문희                        |
| 1971 | 《어느 사랑의 이야기》             | 무조 역          | 신성일                 | 문희                        |
| 1971 | 《인생 유학생》                    |                  | 박호태                 | 김윤정, 최무룡, 박노식      |
| 1971 | 《고백》                           |                  | 최하원                 | 고은아                      |
| 1971 | 《안개 부인》                      |                  | 박종호                 | 윤정희                      |
| 1971 | 《애》                             |                  | 곽정환                 | 고은아, 남궁원              |
| 1971 | 《카추사》                         | 성준 역          | 김기덕                 | 문희                        |
| 1971 | 《대합실의 여인》                  | 동원 역          | 김무현                 | 윤세희                      |
| 1971 | 《사랑할 때와 죽을 때》            |                  | 김묵                   | 윤정희                      |
| 1971 | 《지금은 남이지만》                | 성호 역          | 조문진                 | 문희                        |
| 1971 | 《열아홉 순정》                    |                  | 김기덕                 | 박지영                      |
| 1971 | 《유모》                           |                  | 이형표                 | 김지미                      |
| 1971 | 《타인이 된 당신》                 |                  | 이강천                 | 문희                        |
| 1971 | 《황혼의 제3부두》                 |                  | 전우열                 | 남정임                      |
| 1971 | 《어느 여대생 사형수》             |                  | 이형표                 | 문희, 김창숙, 황정순        |
| 1971 | 《친정 아버지》                    |                  | 최춘                   | 신영균, 윤정희              |
| 1972 | 《동창생》                         |                  | 박호태                 | 최무룡, 김지미              |
| 1972 | 《봄 여름 가을 그리고 겨울》       |                  | 신성일                 | 신영균, 손창민              |
| 1972 | 《둘째 어머니》                    |                  | 임권택                 | 김지미                      |
| 1972 | 《일대일》                         |                  | 김묵                   | 오유경                      |
| 1972 | 《동업자》                         |                  | 박호태                 | 윤정희                      |
| 1972 | 《별이 빛나는 밤에》               |                  | 김기덕                 | 윤정희, 윤양하              |
| 1972 | 《0시》                            | 박 형사 역       | 이만희                 | 허장강, 윤정희, 김창숙      |
| 1972 | 《불장난》                         |                  | 이상언                 | 김지미, 전영                |
| 1972 | 《여선생》                         | 호철 역          | 이형표                 | 리칭, 신영균, 안인숙        |
| 1972 | 《작은 꿈이 꽃필 때》              |                  | 김수용                 | 윤정희, 김희갑, 주증녀      |
| 1972 | 《인생 우등생》                    |                  | 박호태                 | 박노식, 최무룡              |
| 1972 | 《효녀 청이》                      |                  | 신상옥                 | 윤정희, 김성원              |
| 1972 | 《우리의 팔도강산》                |                  | 장일호                 | 김희갑, 황정순              |
| 1972 | 《쟉크를 채워라》                  |                  | 박노식                 | 박노식, 우연정              |
| 1972 | 《홍살문》                         | 장효진 역        | 변장호                 | 최정민, 황정순, 나오미      |
| 1972 | 《돌아온 자와 떠나야 할 자》       |                  | 임권택                 | 윤정희                      |
| 1972 | 《멋진 인생》                      |                  | 박호태                 | 남궁원, 전계현              |
| 1972 | 《사나이 가는 길에》               |                  | 박호태                 | 박노식                      |
| 1972 | 《팔도 졸업생》                    |                  | 박호태                 | 최무룡                      |
| 1972 | 《혈류》                           |                  | 김연파                 | 나하영, 하영수              |
| 1972 | 《방자와 향단이》                  |                  | 이형표                 | 박지영, 박노식, 여운계      |
| 1972 | 《모범운전사 갑순이》              |                  | 이형표                 | 윤정희, 여운계, 추석양      |
| 1972 | 《웃고 사는 박서방》               |                  | 이두용                 | 박노식, 윤정희, 안인숙      |
| 1972 | 《무릎 꿇고 빌련다》               |                  | 조문진                 | 김진규, 윤정희, 문정숙      |
| 1973 | 《체포령》                         |                  | 이두용                 | 박노식, 김희라              |
| 1973 | 《딸부잣집》                       |                  | 김수용                 | 신영균, 최은희              |
| 1973 | 《삼일천하》                       |                  | 신상옥                 | 신영균, 윤정희, 남궁원      |
| 1973 | 《장안 명기 오백화》               |                  | 임권택                 | 박노식, 고은아, 태현실      |
| 1973 | 《애인 교실》                      |                  | 고영남                 | 윤정희, 신일룡              |
| 1973 | 《할복》                           |                  | 이혁수                 | 김희라, 나오미              |
| 1973 | 《그 얼굴에 햇살을》               |                  | 전우열                 | 신영일, 신일룡, 김창숙      |
| 1973 | 《논개》                           |                  | 이형표                 | 김지미, 최불암              |
| 1973 | 《대추격》                         |                  | 임권택                 | 진도희, 윤양하              |
| 1973 | 《이별》                           | 호일 역          | 신상옥                 | 김지미, 오수미              |
| 1973 | 《하숙 인생》                      |                  | 김기덕                 | 남궁원, 나오미              |
| 1973 | 《9월의 찻집》                     |                  | 고영남                 | 윤정희, 김희라              |
| 1973 | 《가버린 사랑》                    |                  | 김기                   | 신일룡, 박지영              |
| 1973 | 《광복 20년과 백범 김구》          |                  | 조긍하                 | 박암, 윤정희, 이향          |
| 1973 | 《비원》                           |                  | 권영순                 | 윤미라, 신일룡              |
| 1973 | 《승부》                           |                  | 김효천                 | 박노식, 허장강              |
| 1973 | 《시거든 떫지나 말지》             |                  | 김기덕                 | 김순철, 엄앵란              |
| 1973 | 《씻김불》                         | 김승일 역        | 김기덕                 | 문희, 최남현                |
| 1973 | 《요화 배정자 2》                  |                  | 정인엽                 | 남궁원, 윤정희              |
| 1973 | 《천사의 분노》                    |                  | 노진섭                 | 손창민, 장혁                |
| 1973 | 《청춘을 맨발로》                  |                  | 이혁수                 | 김창숙, 이대엽              |
| 1973 | 《여대생 또순이》                  |                  | 정인엽                 | 윤정희, 윤여정, 최남현      |
| 1974 | 《대형》                           |                  | 정인엽                 | 신영일, 최정민              |
| 1974 | 《연풍》                           | 영민 역          | 박태원                 | 안인숙, 박암                |
| 1974 | 《별들의 고향》                    | 문호 역          | 이장호                 | 안인숙, 윤일봉, 백일섭      |
| 1974 | 《사하린의 하늘과 땅》             |                  | 김묵                   | 남궁원, 박지영              |
| 1974 | 《13세 소년》                      | 강 소위 역       | 신상옥                 | 김정훈, 나하영              |
| 1974 | 《눈으로 묻고 얼굴로 대답하고...》 | 영재 역          | 김영효                 | 우연정, 이대엽              |
| 1974 | 《갈매기의 꿈》                    |                  | 최하원                 | 윤소라, 신숙                |
| 1974 | 《속 이별》                        |                  | 이형표                 | 김옥진                      |
| 1974 | 《그건 너》                        |                  | 신성일                 | 명희, 장재훈                |
| 1974 | 《너와 나 그리고 또 하나》         |                  | 고영남                 | 이순재, 나하영              |
| 1974 | 《만나야 할 사람》                 |                  | 이원세                 | 김창숙, 하명중              |
| 1974 | 《꽃상여》                         | 민수 역          | 김기덕                 | 윤정희, 허장강              |
| 1974 | 《아리랑》                         |                  | 임원식                 | 박지영, 허장강              |
| 1974 | 《들국화는 피었는데》              |                  | 이만희                 | 김남일, 남미리, 김정훈      |
| 1974 | 《여고 교사》                      | 구영인 역        | 이형표                 | 서미경, 나하영              |
| 1974 | 《아들 3형제》                     |                  | 이형표                 | 신영일, 박지영              |
| 1975 | 《태양 닮은 소녀》                 |                  | 이만희                 | 오세나, 문오장, 문숙        |
| 1975 | 《이조 상노비사》                  | 칠성 역          | 최인현                 | 최정민, 문오장              |
| 1975 | 《격동》                           |                  | 박호태                 | 장동휘, 이대엽, 최무룡      |
| 1975 | 《잔류 첩자》                      | 한덕원 역        | 김시현                 | 박병호, 이대엽, 김창숙      |
| 1975 | 《극락조》                         | 정우 역          | 김수용                 | 윤정희, 김동원              |
| 1975 | 《너 또한 별이 되어》              | 상규 역          | 이장호                 | 이영옥, 윤우선              |
| 1975 | 《태백산맥》                       |                  | 권영순                 | 윤정희, 선우용여            |
| 1975 | 《청춘극장》                       |                  | 변장호                 | 신영일, 김창숙, 김희라      |
| 1975 | 《49제》                           |                  | 이영우                 | 김지미, 최불암              |
| 1975 | 《학녀》                           |                  | 변장호                 | 윤정희, 윤일봉              |
| 1976 | 《왕십리》                         | 민준태 역        | 임권택                 | 김영애, 백일섭, 최불암      |
| 1976 | 《금욕》                           |                  | 김수형                 | 이영옥, 한문정, 김하림      |
| 1976 | 《우리에게 내일은 있다》           |                  | 최훈                   | 한유정, 이대엽              |
| 1976 | 《그래 그래 오늘은 안녕》          |                  | 이장호                 | 이승용, 이영옥, 이영호      |
| 1977 | 《학도의용군》                     |                  | 최하원                 | 진유영, 김추련              |
| 1977 | 《야행》                           |                  | 김수용                 | 윤정희, 이일웅, 주증녀      |
| 1977 | 《영광의 9회말》                   | 최선수 역        | 김기덕                 | 박희정, 유화춘              |
| 1977 | 《산불》                           |                  | 김수용                 | 신성일, 전계현, 선우용여    |
| 1977 | 《겨울 여자》                      | 허민 역          | 김호선                 | 장미희, 김추련, 신광일      |
| 1977 | 《제3부두 고슴도치》               |                  | 이혁수                 | 이대근, 왕호                |
| 1977 | 《임진왜란과 계월향》              |                  | 임권택                 | 정윤희, 윤양하, 고미순      |
| 1977 | 《평양의 비밀지령》                |                  | 고영남                 | 고미순                      |
| 1978 | 《아스팔트 위의 여자》             |                  | 문여송                 | 김영란, 백일섭, 장미화      |
| 1978 | 《나비 소녀》                      |                  | 송영수                 | 명현숙, 강태기, 이계인      |
| 1978 | 《미스 양의 모험》                 |                  | 김응천                 | 정희                        |
| 1978 | 《영아의 고백》                    | 형준 역          | 변장호                 | 김자옥, 유장현, 엄유신      |
| 1978 | 《별들의 고향 2》                  |                  | 하길종                 | 장미희, 윤일봉, 도금봉      |
| 1978 | 《세종대왕》                       | 세종 역          | 최인현                 | 선우용여, 최불암            |
| 1979 | 《도시의 사냥꾼》                  |                  | 이경태                 | 정윤희, 이대근              |
| 1979 | 《사랑의 조건》                    |                  | 김수용                 | 윤정희, 송재호, 염복순      |
| 1979 | 《핏줄》                           |                  | 이혁수                 | 정윤희, 조재성, 이한조      |
| 1979 | 《땅콩 껍질 속의 연가》            | 김도일 역        | 이원세                 | 임예진, 오현경, 여운계      |
| 1979 | 《가을비 우산 속에》               |                  | 석래명                 | 정윤희, 김자옥, 문정숙      |
| 1979 | 《가시를 삼킨 장미》               |                  | 정진우                 | 유지인, 한진희, 송승환      |
| 1979 | 《독신녀》                         |                  | 문여송                 | 김영란, 윤일봉, 유장현      |
| 1980 | 《순자야》                         | 동만 역          | 박호태                 | 이영옥, 진봉진, 이치우      |
| 1980 | 《낯선 곳에서 하룻밤》             | 동현 역          | 김응천                 | 유지인, 김자옥, 박원숙      |
| 1980 | 《그때 그사람》                    | 성민 역          | 문여송                 | 유지인, 전양자, 정영숙      |
| 1980 | 《협객 시라소니》                  |                  | 이혁수                 | 이대근, 박원숙, 진봉진      |
| 1980 | 《그 여자 사람잡네》               | 현우 역          | 이형표                 | 장미희, 유지인, 김자옥      |
| 1980 | 《여자이기 때문에》                |                  | 김기                   | 이영옥                      |
| 1980 | 《매일 죽는 남자》                 |                  | 이원세                 | 신영일, 유지인, 김추련      |
| 1982 | 《반금련》                         |                  | 김기영                 | 이화시, 김영애, 박암        |
| 1982 | 《친구여 조용히 가다오》           |                  | 고영남                 | 원미경, 이영하, 독고성      |
| 1982 | 《낮은 대로 임하소서》             | 안진삼 역        | 이장호                 | 나영희, 안성기, 박정자      |
| 1982 | 《유혹》                           |                  | 김기                   | 정영숙, 임동진, 김형자      |
| 1982 | 《내가 사랑했다》                  |                  | 고영남                 | 이영하, 이미숙, 김영애      |
| 1982 | 《자유처녀》                       |                  | 김기영                 | 안소영, 김원섭, 조주미      |
| 1982 | 《삐에로와 국화》                  |                  | 김수용                 | 전무송, 윤정희, 장인한      |
| 1983 | 《백구야 훨훨 날지마라》           |                  | 정진우                 | 하재영, 나영희, 석금성      |
| 1983 | 《하와의 행방》                    | 지석우 역        | 이원세                 | 김영애, 임정하, 신구        |
| 1983 | 《3일낮 3일밤》                    |                  | 이원세                 | 나훈아, 윤소정, 장미희      |
| 1984 | 《소명》                           | 성조 이벽 역     | 최인현                 | 이혜숙, 신영일, 박지훈      |
| 1984 | 《지금 이대로가 좋아》             |                  | 정인엽                 | 김진아, 최성철, 한선경      |
| 1985 | 《장남》                           |                  | 이두용                 | 태현실, 김일해, 황정순      |
| 1985 | 《에미》                           | 최 교수 역       | 박철수                 | 윤여정, 전혜성              |
| 1986 | 《길소뜸》                         | 김동진 역        | 임권택                 | 김지미, 한지일, 이상아      |
| 1986 | 《춤추는 딸》                      |                  | 노세한                 | 최선아, 최민희, 김혜선      |
| 1986 | 《서울 흐림 한때 비》              |                  | 김송원                 | 김진아, 손창호, 전무송      |
| 1986 | 《맨발의 청춘 87》                 |                  | 김응천                 | 진유영, 전세영, 김주승      |
| 1987 | 《달빛 사냥꾼》                    | 서씨 역          | 신승수                 | 안성기, 이보희, 박원숙      |
| 1987 | 《레테의 연가》                    |                  | 장길수                 | 윤석화, 길용우, 서갑숙      |
| 1987 | 《지옥의 링》                      |                  | 장영일                 | 조상구, 전세영, 이희성      |
| 1987 | 《위기의 여자》                    | 하국진 역        | 정지영                 | 윤정희, 한인수, 김영애      |
| 1987 | 《한쪽날개의 천사》                |                  | 이성민                 | 김진                        |
| 1987 | 《블루하트》                       |                  | 신승수                 | 리처드 영, 유영국, 금보라   |
| 1988 | 《성야》                           | 최 형사 역       | 신승수                 | 장미희, 이나성, 한지일      |
| 1988 | 《벽속의 부인》                    |                  | 박종호                 | 나영희                      |
| 1988 | 《필사의 도망자》                  | 필수 역          | 한상훈                 | 김성수, 김진경, 한인수      |
| 1988 | 《대물》                           |                  | 송영수                 | 이대근, 김자옥, 강리나      |
| 1988 | 《깜동》                           | 정탁 역          | 유영진                 | 이보희, 정승호, 태현실      |
| 1988 | 《아메리카 아메리카》              | 현우 역          | 장길수                 | 이보희, 길용우, 김지미      |
| 1989 | 《모래성》                         | 김진현 역        | 선우완                 | 정영숙, 전세영, 홍요섭      |
| 1989 | 《내 사랑 동키호테》               | 김 회장 역       | 석래명                 | 최재성, 박중훈, 이응경      |
| 1989 | 《우담바라》                       |                  | 김양득                 | 윤지효, 이영하, 유영국      |
| 1989 | 《태권 소년 어니와 마스타 김》     |                  | 남기남                 | 바비 J. 킴, 강석현, 방동환  |
| 1990 | 《코리안 커넥션》                  | 황동수 역        | 고영남                 | 이혜영, 이대근, 이동준      |
| 1990 | 《비 오는 날 수채화》              | 양부 역          | 곽재용                 | 강석현, 옥소리, 이경영      |
| 1990 | 《마유미》                         | 이 과장 역       | 신상옥                 | 김서라, 이학재, 조지 케네디 |
| 1990 | 《남자 시장》                      | (특별출연)       | 유진선                 | 최민수, 마흥식, 이응경      |
| 1991 | 《누가 용의 발톱을 보았는가》      |                  | 강우석                 | 안성기, 김성령, 박근형      |
| 1991 | 《산산이 부서진 이름이여》         | 진공 역          | 정지영                 | 최진영, 김금용, 전무송      |
| 1992 | 《천국의 계단》                    |                  | 배창호                 | 이아로, 안성기, 박찬환      |
| 1992 | 《눈꽃》                           | 교수 역          | 임권택                 | 윤정희, 이미연, 조상건      |
| 1992 | 《장군의 아들 3》                  |                  | 임권택                 | 박상민, 오연수, 이일재      |
| 1992 | 《오직 단 한번뿐인 내 인생인데》   |                  | 박호태                 | 신미아, 강석현, 남궁원      |
| 1992 | 《애사당 홍도》                    | 배 진사 역       | 장성환                 | 임미애, 강인덕, 방희        |
| 1992 | 《역사는 이렇게 시작됐다》         | 김승일 역        | 이은수                 | 홍세미, 윤일봉, 오수미      |
| 1993 | 《망각 속의 정사》                 |                  | 박종호                 | 최민수, 나영희              |
| 1993 | 《그대품에 아카시아 향기》         | 임동혁 역        | 이영실                 | 김문희, 장승화, 강승미      |
| 1994 | 《증발》                           | 이상규 역        | 신상옥                 | 김희라, 조지 타케이, 강리나 |
| 1994 | 《칠삭동이의 설중매》              | 조선 세조 역     | 권영순                 | 정진, 윤양하, 박지훈        |
| 1995 | 《아빠는 보디가드》                |                  | 김기영                 | 독고영재, 이상아, 남궁원    |
| 1995 | 《아찌 아빠》                      | 심 박사 역       | 신승수                 | 최민수, 심은하, 박재훈      |
| 1996 | 《축제》                           | 해광 역          | 임권택                 | 안성기, 오정해, 한은진      |
| 1997 | 《창》                             |                  | 임권택                 | 신은경, 한정현, 최동준      |
| 2005 | 《태풍》                           | 대통령 역        | 곽경택                 | 장동건, 이정재, 이미연      |
| 2013 | 《야관문: 욕망의 꽃》              | 종섭 역          | 임경수                 | 배슬기, 김정균, 유태웅      |
| 2021 | 《해피 뉴 이어》                   | 용진 부(사진) 역 | 곽재용                 | 한지민, 이동욱, 임윤아      |

### 드라마
- 1994년 MBC 《여자의 남자》 ... 김태한 대통령 역(특별출연)
- 1994년 KBS 《딸부잣집》... 정 회장 역
- 2010년 MBC《나는 별일 없이 산다》 ... 신정일 역

### 광고
- 도레이케미칼 마미안침구
- 도레이케미칼 신사복지 에스론텍스
- 고려제약 제로비타
- 로얄셔츠 (아들 강석현하고 함께 출연)
- 일양약품 영비천 (부인 엄앵란하고 함께 출연)
- 한미양행 삼녹활력정
- 한국통신 국제전화 001
- 도미노피자

## 수상
- 1963년~1973년 청룡영화상 인기스타상
- 1970년~1975년 백상예술대상 영화부문 애독자인기상
- 1964년 제7회 부일영화상 남우주연상 《가정교사》
- 1966년 제9회 부일영화상 남우주연상 《흑맥》
- 1968년 제7회 대종상 남우주연상
- 1977년 제3회 현대영화비평가그룹상 남우주연상[11] 《산불》
- 1977년 MBC 연예대상 영화배우부문
- 1978년 제14회 백상예술대상 영화부문 남자최우수연기상
- 1979년 제25회 아시아 영화제 남우조연상
- 1986년 제25회 대종상 남우조연상
- 1987년 제23회 백상예술대상 영화부문 남자최우수연기상
- 1987년 제7회 한국영화평론가협회상 남우주연상
- 1990년 제28회 대종상 남우주연상
- 1991년 제15회 황금촬영상 최우수인기남우상
- 1994년 제32회 대종상 남우조연상
- 2001년 MBC 명예의 전당 영화배우부문
- 2004년 제41회 대종상 발전공로상
- 2005년 제13회 이천춘사대상영화제 공로상
- 2008년 제17회 부일영화상 공로상
- 2010년 제8회 대한민국영화대상 공로상
- 2011년 제47회 백상예술대상 공로상
- 2013년 제33회 한국영화평론가협회상 공로상
- 2016년 제10회 상록수다문화국제단편영화제 공로상
- 2017년 한국영화를 빛낸 스타상 공로상
- 2017년 제37회 황금촬영상 공로상
- 2018년 제2회 신필름예술영화제 공로상

## 이외 이력
- 한국국민당 문화예술행정특임위원(1981년)
- 신한국당 문화예술행정특보위원(1996년)
- 한나라당 문화예술행정위원(2000년)

## 개명
국회의원 후보 출마 당시 본명인 강신영이라는 이름을 쓰자 유권자들은 강신영이 누구인지 몰랐고 낙선을 하자 이후 강신성일로 개명 하여 출마 하게 되었다.

## 역대 선거 결과
|  | 14.81% |

|  | 20.80% |

|  | 67.18% |

## 소속 정당
| 소속 정당 | 소속 정당  | 소속 기간 | 비고                |
| --------- | ---------- | --------- | ------------------- |
|           | 민주공화당 | 1978~1980 | 정계 입문           |
|           | 무소속     | 1980~1981 | 정당 해산           |
|           | 한국국민당 | 1981~1988 | 창당                |
|           | 무소속     | 1988~1996 | 정당 해산           |
|           | 신한국당   | 1996~1997 | 입당                |
|           | 한나라당   | 1997~2005 | 합당                |
|           | 무소속     | 2005~2018 | 탈당 정계 은퇴 사망 |

## 가족
- 부모 강병오(부), 김연주(모)
- 친척 엄재근(장인), 노재신(장모), 엄토미(처숙부), 강석호(조카), 엄애란(처제), 엄세록(처남)
- 형제자매 강신우(이복 형), 강신구(동복 형)
- 배우자

- 자녀 강경아(장녀), 강석현(장남), 강수화(차녀)

## 같이 보기
- 동구 (2000년 대구 선거구)
- 대구 동구의 국회의원